# Rewolwer LeMat
Rewolwer LeMat – francuski dziewięciostrzałowy rewolwer kapiszonowy, wyposażony dodatkowo w drugą, gładką lufę, na naboje śrutowe. Na wyposażeniu armii Konfederacji podczas wojny secesyjnej.

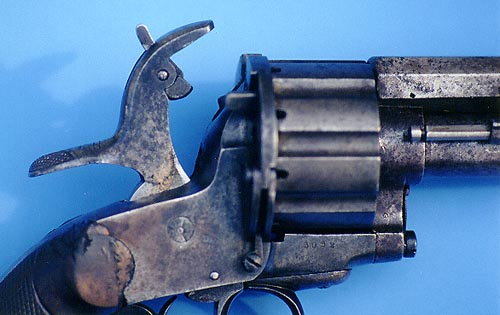
Zbliżenie na młoteczek wersji na nabój trzpieniowy